# Ilmor X3

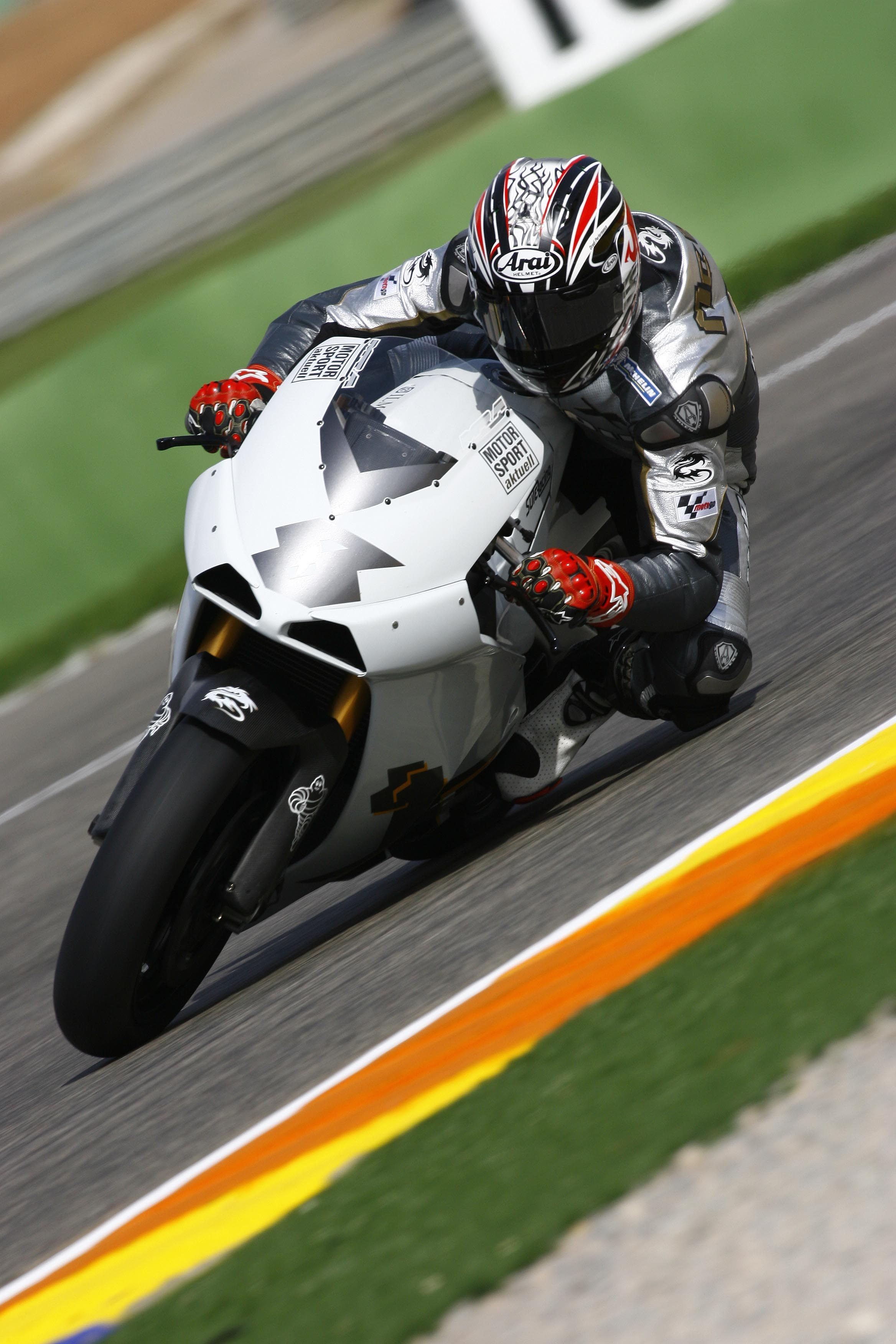
Ilmor X3 in prova

La X3 (nota anche come la X³) è una moto da competizione di 800 cm³ V4 costruita dalla Ilmor Engineering per competere nel mondiale 2007 della classe MotoGP. Ha debuttato alla fine del campionato 2006.

## Descrizione
Mario Illien e la Ilmor Engineering, con esperienza nei motori di Formula 1, sono i responsabili addetti alla progettazione del motore che ha una disposizione a V di 75° ed è capace di sviluppare 210 CV a 18.000 giri, grazie anche al costoso sistema a distribuzione pneumatica. Eskil Suter è l'ingegnere della Suter Racing Technology (SRT), già noto in campo Motogp per aver sviluppato il telaio della Kawasaki ZX-RR che ha realizzato il telaio in alluminio della X3.

## Inizio
Questa moto, guidata da Garry McCoy, ha debuttato nel 2006 al Gran Premio del Portogallo. Due settimane più tardi era di nuovo al via del Gran Premio di Valencia per poter testare la competitività del progetto nonostante si confrontasse con concorrenti di cilindrata superiore (990 cm³). La moto riesce però a superare le aspettative, portando alla squadra Ilmor i primi due punti iridati e il record di essere la prima moto GP da 800 ad andare a punti.

## Stagione 2007
Per questo campionato non viene confermato McCoy, che aveva lavorato per sviluppare la X3, ma vengono scelti Andrew Pitt e Jeremy McWilliams. La prima gara in Qatar è travagliata a causa dell'infortunio di McWilliams e, quindi, della partecipazione con il solo Pitt. Quest'ultimo non aveva infatti partecipato allo sviluppo invernale della moto a causa di un incidente a Jerez 2006.
Il 15 marzo 2007 per motivi finanziari, il team annuncia che non avrebbe partecipato ad alcune gare del mondiale a causa di problemi di finanziamento dovuti alla mancanza di uno sponsor (nonostante i 10 milioni di euro già stanziati da Mario Illien). Il 30 aprile dello stesso anno si ha il ritiro definitivo dal campionato con l'annuncio che la Ilmor si sarebbe concentrata sullo sviluppo del propulsore, anche per poter mantenere il personale con il contratto firmato, piloti inclusi.

## Statistiche
Questa moto ha partecipato a un totale di tre gare:
- le ultime due nel campionato del 2006 totalizzando un totale di due punti, con il piazzamento al 15º posto e un punto in entrambe le occasioni,[6]
- la prima del campionato 2007, ma senza arrivare al termine per via di un ritiro dell'unico pilota al via, l'australiano Andrew Pitt.[7]